# Ammasso Quintupletto
L'ammasso Quintupletto (noto anche come IRAS 17430-2848) è un denso raggruppamento di giovani stelle massicce situato, assieme all'ammasso Arches, nelle immediate vicinanze del centro galattico. L'età dell'ammasso si aggira sui quattro milioni di anni, e la sua massa complessiva supera di 10.000 volte la massa della nostra stella.
Il suo nome è collegato al fatto che ospita cinque importanti sorgenti infrarosse.
A causa della forte estinzione dovuta alle nubi interstellari di polvere che circondano il centro galattico, l'ammasso risulta invisibile alle lunghezze d'onda della luce visibile, e pertanto può essere studiato nelle bande dei raggi X, degli infrarossi e delle onde radio.
All'interno dell'ammasso è situata la stella Pistola, una delle più luminose conosciute nella Via Lattea, probabilmente in procinto di esplodere in una supernova di tipo Ib.

## Componenti
Sotto una tabella delle principali stelle facenti parte dell'ammasso, osservate in banda K (infrarosso).
| Q/GMM | LHO | qF/FMM | Altri nomi  | Tipo spettrale    | Magnitudine (KS) | Luminosità (Sole=1) | Temperatura (K) |
| ----- | --- | ------ | ----------- | ----------------- | ---------------- | ------------------- | --------------- |
| 1     | 75  | 243    | WR 102da    | WC9?d             | 7.9              | ~150,000            | ~45,000         |
| 2     | 42  | 231    | WR 102dc    | WC9d + OB         | 6.7              | ~150,000            | ~45,000         |
| 3     | 19  | 211    | WR 102ha    | WC8/9d + OB       | 7.2              | ~200,000            | ~50,000         |
| 4     | 84  | 251    | WR 102dd    | WC9d              | 7.8              | ~150,000            | ~45,000         |
| 5     | 115 | 270N   | V4646 Sgr   | M2 I              | 8.6 (var?)       | 24,000              | 3,600           |
| 6     | 79  | 250    |             | WC9d              | 9.3              | ~150,000            | ~45,000         |
| 7     | 7   | 192    |             | M6 I              | 7.6              | 47,000              | 3,274           |
| 8     | 67  | 240    | WR 102hb    | WN9h              | 9.6              | 2,600,000           | 25,100          |
| 9     | 102 | 258    | WR 102db    | WC9?d             | 9.2              | ~200,000            | ~45,000         |
| 10    | 71  | 241    | WR 102ea    | WN9h              | 8.8              | 2,500,000           | 25,100          |
| 11    | 47  | 235N   | WR 102f     | WC8               | 10.4             | ~200,000            | ~60,000         |
| 12    | 77  | 278    |             | O6-8 I eq?        | 9.6              | ~1,200,000          | ~35,000         |
| 13    | 100 | 257    |             | O6-8 I fe         | 9.4              | ~1.400,000          | ~35,000         |
| 14    | 146 | 307A   |             | O6-8 I f?         | 8.7              | ~2,500,000          | ~35,000         |
| 15    | 110 | 270S   |             | O6-8 I f (Of/WN?) | 10.6             | 1,600,000           | 25,100          |
|       |     | 134    | Pistol Star | LBV               | 7.3              | 1,600,000           | 11,800          |
|       |     | 362    | V4650 Sgr   | LBV               | 7.1              | 1,800,000           | 11,300          |
|       | 99  | 256    | WR 102i     | WN9h              | 10.5             | 1,500,000           | 31,600          |
|       | 158 | 320    | WR 102d     | WN9h              | 10.5             | 1,200,000           | 35,100          |